# BAV 485
ZIS-485 (BAV) (ロシア語:БАВ、большойавтомобильводоплавающий-) は、第二次世界大戦時にアメリカ合衆国で生産されたDUKWのコピーである、ソビエト連邦の水陸両用輸送車両である。